# Аббе, Эрнст
Э́рнст Ка́рл А́ббе (на русском языке фамилия учёного произносится с твёрдым -бэ [ А́ б б э ], нем. Ernst Karl Abbe; 23 января 1840, Айзенах — 14 января 1905, Йена) — немецкий физик-оптик, астроном, изобретатель технологии важных разделов оптико-механической промышленности, автор теории образования изображений в микроскопе.

## Биография
Эрнст Аббе родился в семье бедного рабочего ткацкой фабрики. Материальная поддержка семьи хозяевами фабрики, заинтересованными в квалифицированных работниках, помогла ему успешно окончить школу, а затем и гимназию, где он проявил большие способности к физике и математике. Уже тогда интересуясь оптикой, Аббе избрал темой дипломной работы определение положения изображения, даваемого сферическим зеркалом при его перемещении и изменении угла наклона к оптической оси.
В 1857 году Аббе поступил в Йенский университет, где впервые познакомился с оптической мастерской Карла Цейсса, в которой изготавливались приборы и инструменты для университета. В 1859 году продолжил учёбу в Гёттингенском университете, среди преподавателей которого были такие известные учёные как физик Вильгельм Вебер и математик Бернхард Риман.
16 марта 1861 года защитил докторскую диссертацию на тему «Эмпирическое обоснование закона эквивалентности тепла и механической работы». Недолго проработав после защиты ассистентом Гёттингенской астрономической обсерватории, Аббе занял место доцента в Физическом институте во Франкфурте-на-Майне, где по результатам исследования «О закономерности в распределении ошибок при серийных наблюдениях» получил 12 августа 1863 года диплом магистра. Осенью 1863 года Аббе вернулся в Йену, где получил должность неоплачиваемого приват-доцента Йенского университета. В 1870 году Аббе стал экстраординарным, а в 1878 году ординарным профессором Йенского университета. Читал лекции по различным разделам математики, физики и астрономии. Отличительной чертой педагогической манеры Аббе было слить воедино эксперимент, процесс познания и обучения. Ему часто приходилось бывать в мастерских университетского механика Карла Цейсса, от которого получил задачу заменить подгонку при изготовлении оптических деталей микроскопов научными расчётами. Аббе принадлежит определение «условия синусов» (англ.).
В 1871 году Аббе женился на дочери известного немецкого физика Карла Снелля.
С 1877 по 1890 год занимал также должность директора Йенской обсерватории и много сделал для её оснащения новым оборудованием.
В 1884 году совместно с учёным-стеклохимиком Отто Шоттом основал в Йене предприятие по производству оптического стекла.
В 1888 году 72-летний К. Цейсс передал свои права сыну — доктору медицины Родериху Цейссу, но фактически владельцем фирмы стал Аббе. В 1889 году он предложил создать для управления фирмой фондовую организацию — «Карл Цейсс-Штифтунг» (нем. Carl  Zeiss-Stiftung). Созданная им 19 мая, эта организация стала, наряду с научными работами, значительным итогом его жизни.
Член-корреспондент Баварской АН (1889).
Напряжённая научная, преподавательская и общественная деятельность Аббе ухудшила его здоровье и в 1903 году он отказался от поста члена дирекции фирмы «Карл Цейсс». 14 января 1905 года Аббе скончался в Йене, не дожив нескольких дней до своего 65-летия.
Заслуги Аббе отмечены избранием его членом нескольких академий и научных обществ, государственными наградами, званием почётного гражданина Йены; с 1873 года — член Леопольдины. Бюст Аббе установлен в актовом зале Йенского университета. В память о нём в центре Йены в 1911 году сооружён мемориал Эрнста Аббе, внутри которого на высоком постаменте установлен его бюст.

## Научная деятельность
С 1866 года началась совместная работа Э. Аббе и К. Цейсса. Созданная в 1846 году мастерская Цейса выпускала к этому времени ежегодно более 100 микроскопов, сравнимых по качеству с приборами других известных фирм. Дальнейшие попытки создать более сложные и совершенные модели, в частности, с иммерсионными объективами, столкнулись с необходимостью перейти от эмпирических методов конструирования к научно обоснованным.
В течение нескольких последующих лет Аббе теоретически установил пределы разрешающей способности микроскопа, вывел так называемый «Закон синусов», разработал методы расчёта безаберрационных оптических систем, предложил конструкцию нового осветителя. Благодаря этим и другим исследованиям Аббе, качество микроскопов, выпускаемых фирмой «Карл Цейсс», существенно повысилось. В 1876 году, отмечая 30-летие со дня основания и выпуск 3 тысяч микроскопов, фирма «Карл Цейсс» заключила контракт с Аббе, сделавший его полноправным участником фирмы. Помимо совершенствования микроскопов Аббе работал над созданием оптических измерительных приборов, таких как рефрактометр, автоколлиматор, фокометр, сферометр, вертикальный компаратор, апертометр, стереодальномер, кристаллорефрактометр, дилатометр и других. Некоторые из них вошли в прикладную оптику под его именем.
Используя разработанные предприятием Шотта новые сорта оптических стёкол, Аббе разработал ряд конструкций фотографических объективов-апохроматов и вывел формулы для их расчёта, по которым объективы были рассчитаны его сотрудником Паулем Рудольфом, создателем широко известных объективов «Планар» и «Тессар».

## Общественно-политические взгляды
He будучи социал-демократом, Аббе был убеждён в необходимости сотрудничества всех классов общества. Став в 1888 году, после смерти Цейсса, единственным собственником фирмы, Аббе преобразовал её в предприятие, правление которого состоит из представителей государства, города Йены, университета и самих рабочих. Самым подробным образом Аббе изложил в уставе цели и задачи предприятия, права и обязанности всех сотрудников. Значительное место в уставе занимали вопросы социального характера, по целому ряду которых Аббе занимал прогрессивные для своего времени позиции социалиста, подобно предпринимателю Роберту Оуэну — на своём предприятии он ввёл 8-часовой рабочий день, 12-дневный ежегодный отпуск, пенсионное обеспечение и т. д. Каждый служащий, от директора (самого Аббе) до рабочего, получал заработную плату и долю в прибыли, соответствующую его годичному заработку, причём максимальный оклад любого сотрудника не должен был превышать минимальный более чем в десять раз. Из прибылей предприятия отчислялась значительная доля на научные исследования, другая — на просветительные задачи, третья — на обеспечение самого предприятия в случае неблагоприятного хода дел. При жизни Аббе и позже из этих фондов были построены великолепная физическая лаборатория для Йенского университета, обошедшаяся в 500000 марок, народный дом с читальнями и залами для концертов и лекций, образцовая городская библиотека, детская больница, санаторий, стадион, бассейн, оптический музей, планетарий, приют для детей рабочих. Из этих же средств платились большие суммы лекторам «Народного университета». По современной терминологии предприятие «Карл Цейсс, Йена» стало для Йены действительно «градообразующим».

## Память
В оптике имя Аббе носят:
- Призма Аббе
- Рефрактометр Аббе
- Конденсор Аббе
- Число Аббе

В его честь был назван кратер Аббе на Луне.